# Меньшиков, Аркадий Павлович
Аркадий Павлович Меньшиков (26 августа 1992) — российский биатлонист, чемпион России по биатлону. Мастер спорта России.

## Биография
Занимается биатлоном с 2011 года, до того занимался лыжными гонками. Воспитанник СДЮСШОР г. Ижевска, тренер — Наиль Галинурович Хазеев. Выступает за Республику Удмуртия, также одно время представлял Пермский край (г. Чайковский).
Бронзовый призёр первенства России среди 27-летних в гонке преследования (2013). В 2016 году стал победителем Всероссийской зимней Универсиады в смешанной эстафете.
В 2015 году принимал участие в зимней Универсиаде в Осрблье, стартовал только в индивидуальной гонке, где занял 13-е место.
На взрослом уровне в 2014 году завоевал золото чемпионата России в суперспринте. На Кубке России становился призёром в личных и командных дисциплинах.